# 李順熙
李順熙（：／ Lee Soon-hee，1970年12月10日—）是大韩民国保守派政治人物，現任首爾特別市江北區區廳長。

## 事件
據《首爾新聞》報導，2022年首都圈大雨期間在義川市進行實地指導的日誌中記載，但實際確認是在道峰山附近的晚餐地點，距離義川相當遠。此外，經證實，商家宣傳費用的支付是使用公務卡支付，但當天的動線不同，出席人數不同，也涉嫌冒用公務卡。
市民團體民生對策委員會向首爾市警察廳投訴了李順熙區長的失職和偽造公文等罪名。